# Nemotelus pappi
Nemotelus pappi är en tvåvingeart som beskrevs av Rudolf Rozkošný 1982.
Nemotelus pappi ingår i släktet Nemotelus och familjen vapenflugor. Artens utbredningsområde är Afghanistan. Inga underarter finns listade i Catalogue of Life.